# K League 1 2024
La K League 1 2024 fue la 42.ª temporada de la división más alta del fútbol en Corea del Sur desde el establecimiento en 1983 como K-League y la séptima temporada bajo el nombre K League 1.

## Formato
La temporada 2024 se dividió en dos partes. Primero, hubo 33 jornadas regulares en las cuales los 12 equipos jugaron todos contra todos a tres vueltas (Jornada 1–33). Después hubo un Hexagonal Final A y Final B, cada uno dividido con seis equipos con base en las posiciones en la temporada regular, en cada hexagonal jugaron todos contra todos a una vuelta final (Jornada 34–38).

## Ascensos y descensos
| Pos. | Descendido de la K League 1 2023 |
| ---- | -------------------------------- |
| 12.º | Suwon Samsung Bluewings          |

| Pos. | Ascendido de la K League 2 2023 |
| ---- | ------------------------------- |
| 1.º  | Gimcheon Sangmu                 |

## Equipos
| Club                   | Ciudad                | Entrenador      | Propietario                                                   |
| ---------------------- | --------------------- | --------------- | ------------------------------------------------------------- |
| Daegu FC               | Daegu                 | Park Chang-hyun | Gobierno de Daegu                                             |
| Daejeon Hana Citizen   | Daejeon               | Hwang Sun-hong  | Fundación de Club de Fútbol de Grupo Hana financial           |
| Gangwon                | Chuncheon y Gangneung | Yoon Jong-hwan  | Gobierno de Gangwon-do                                        |
| Gwangju FC             | Gwangju               | Lee Jung-hyo    | Gobierno de Gwangju Metropolitano                             |
| Incheon United         | Incheon               | vacando         | Gobierno de Incheon                                           |
| Jeju United            | Jeju-do               | Kim Hak-bum     | SK Energy                                                     |
| Jeonbuk Hyundai Motors | Jeonbuk               | Kim Do-heon     | Hyundai Motor Company                                         |
| Pohang Steelers        | Pohang, Gyeongbuk     | Park Tae-ha     | POSCO                                                         |
| FC Seúl                | Seúl                  | Kim Gi-dong     | GS Group                                                      |
| Gimcheon Sangmu        | Gimcheon              | Chung Jung-yong | Fuerzas Armadas de la República de Corea Gobierno de Gimcheon |
| Suwon FC               | Suwon, Gyeonggi       | Kim Eun-jung    | Gobierno de Suwon                                             |
| Ulsan HD               | Ulsan                 | vacando         | HD Hyundai                                                    |

### Estadios
| Daegu FC                      | Daejeon Hana Citizen           | Gangwon                                     | Gwangju                      | Incheon United               | Jeju United                  |
| ----------------------------- | ------------------------------ | ------------------------------------------- | ---------------------------- | ---------------------------- | ---------------------------- |
| DGB Daegu Bank Park           | Estadio Mundialista de Daejeon | Chuncheon Leports Town Estadio de Gangneung | Estadio de Fútbol de Gwangju | Estadio de Fútbol de Incheon | Estadio Mundialista de Jeju  |
| Capacidad: 12 415             | Capacidad: 40 903              | Capacidad: 20 000 Capacidad: 22 333         | Capacidad: 10 007            | Capacidad: 20 891            | Capacidad: 35 657            |
|                               |                                |                                             |                              |                              |                              |
| Jeonbuk Hyundai Motors        | Pohang Steelers                | FC Seúl                                     | Gimcheon Sangmu              | Suwon FC                     | Ulsan HD                     |
| Estadio Mundialista de Jeonju | Estadio Steel Yard             | Estadio Mundialista de Seúl                 | Estadio de Gimcheon          | Estadio de Suwon             | Estadio Mundialista de Ulsan |
| Capacidad: 42 477             | Capacidad: 17 443              | Capacidad: 66 704                           | Capacidad: 25 000            | Capacidad: 11 808            | Capacidad: 44 102            |
|                               |                                |                                             |                              |                              |                              |

## Desarrollo

### Clasificación
Actualizado el 24 de noviembre de 2024.
| Pos. | Equipo                 | Pts. | PJ | G  | E  | P  | GF | GC | Dif. | Clasificación 2025-26                      |
| ---- | ---------------------- | ---- | -- | -- | -- | -- | -- | -- | ---- | ------------------------------------------ |
| 1    | Ulsan HD (C)           | 72   | 38 | 21 | 9  | 8  | 62 | 40 | +22  | Fase de liga de la Liga de Campeones Élite |
| 2    | Gangwon                | 64   | 38 | 19 | 7  | 12 | 62 | 56 | +6   | Fase de liga de la Liga de Campeones Élite |
| 3    | Gimcheon Sangmu        | 63   | 38 | 18 | 9  | 11 | 55 | 41 | +14  |                                            |
| 4    | F. C. Seúl             | 58   | 38 | 16 | 10 | 12 | 55 | 42 | +13  | Play-offs de la Liga de Campeones Élite    |
| 5    | Suwon F. C.            | 53   | 38 | 15 | 8  | 15 | 54 | 57 | −3   |                                            |
| 6    | Pohang Steelers        | 53   | 38 | 14 | 11 | 13 | 53 | 50 | +3   | Fase de grupos de la Liga de Campeones 2   |
|      |                        |      |    |    |    |    |    |    |      |                                            |
| 7    | Jeju United            | 49   | 38 | 15 | 4  | 19 | 38 | 54 | −16  |                                            |
| 8    | Daejeon Hana Citizen   | 48   | 38 | 12 | 12 | 14 | 43 | 47 | −4   |                                            |
| 9    | Gwangju                | 47   | 38 | 14 | 5  | 19 | 42 | 49 | −7   |                                            |
| 10   | Jeonbuk Hyundai Motors | 42   | 38 | 10 | 12 | 16 | 49 | 59 | −10  | Play-offs de descenso                      |
| 11   | Daegu                  | 40   | 38 | 9  | 13 | 16 | 45 | 52 | −7   | Play-offs de descenso                      |
| 12   | Incheon United (D)     | 39   | 38 | 9  | 12 | 17 | 38 | 49 | −11  | Descenso a K League 2                      |

 Fuente: K League
Criterios de clasificación: 1) Puntos; 2) Goles a favor; 3) Diferencia de goles; 4) Número de victorias; 5) Puntos en enfrentamientos directos; 6) Play-off.
Notas:
1. ↑  Los equipos fueron divididos en dos grupos (Final A y Final B) después de que cada uno jugó 33 partidos.
2. ↑  Gimcheon Sangmu por ser un equipo militar no fue elegible para representar a Corea del Sur en las competiciones de clubes de la AFC.
3. ↑  Campeón de la Copa de Corea del Sur 2024.

### Evolución de la clasificación
| Equipo          | 01 | 02 | 03 | 04 | 05 | 06 | 07 | 08  | 09  | 10  | 11 | 12 | 13 | 14 | 15 | 16 | 17 | 18 | 19 | 20 | 21 | 22 | 23 | 24 | 25 | 26 | 27 | 28 | 29 | 30 | 31 | 32 | 33 |
| --------------- | -- | -- | -- | -- | -- | -- | -- | --- | --- | --- | -- | -- | -- | -- | -- | -- | -- | -- | -- | -- | -- | -- | -- | -- | -- | -- | -- | -- | -- | -- | -- | -- | -- |
| Ulsan HD        | 2  | 2  | 1  | 3  | 3  | 3  | 3  | 3*  | 3*  | 2*  | 2* | 2* | 3  | 1  | 2  | 1  | 1  | 1  | 1  | 2  | 2  | 3  | 2  | 3  | 4  | 3  | 3  | 2  | 2  | 1  | 1  | 1  | 1  |
| Gimcheon        | 2  | 6  | 4  | 1  | 2  | 2  | 2  | 2   | 1   | 3   | 3  | 3  | 2  | 3  | 3  | 2  | 4  | 3  | 2  | 1  | 1  | 2  | 1  | 2  | 1  | 2  | 2  | 4  | 4  | 3  | 2  | 2  | 2  |
| Gangwon         | 5  | 8  | 8  | 10 | 8  | 5  | 5  | 4   | 5   | 6   | 4  | 5  | 5  | 4  | 4  | 4  | 2  | 4  | 4  | 4  | 4  | 4  | 4  | 4  | 2  | 1  | 1  | 1  | 1  | 2  | 3  | 3  | 3  |
| Pohang          | 9  | 5  | 3  | 2  | 1  | 1  | 1  | 1   | 2   | 1   | 1  | 1  | 1  | 2  | 1  | 3  | 3  | 2  | 3  | 3  | 3  | 1  | 3  | 1  | 3  | 4  | 4  | 6  | 6  | 6  | 5  | 4  | 4  |
| Seúl            | 12 | 11 | 7  | 7  | 4  | 6  | 6  | 7   | 9   | 7   | 9  | 6  | 8  | 9  | 8  | 9  | 9  | 7  | 6  | 6  | 6  | 6  | 6  | 6  | 6  | 6  | 6  | 5  | 5  | 5  | 6  | 5  | 5  |
| Suwon           | 2  | 4  | 5  | 6  | 9  | 9  | 8  | 5   | 4   | 4   | 5  | 4  | 4  | 5  | 5  | 5  | 5  | 5  | 5  | 5  | 5  | 5  | 5  | 5  | 5  | 5  | 5  | 3  | 3  | 4  | 4  | 6  | 6  |
| Gwangju         | 1  | 1  | 2  | 4  | 7  | 8  | 9  | 11* | 12* | 11* | 8* | 9* | 7  | 8  | 9  | 7  | 6  | 6  | 8  | 7  | 8  | 7  | 8  | 7  | 7  | 7  | 7  | 7  | 7  | 7  | 7  | 7  | 7  |
| Jeju            | 5  | 8  | 3  | 8  | 6  | 4  | 4  | 6   | 8   | 9   | 7  | 8  | 10 | 7  | 6  | 6  | 8  | 10 | 7  | 8  | 7  | 8  | 7  | 8  | 8  | 8  | 8  | 8  | 8  | 8  | 8  | 8  | 8  |
| Daegu           | 9  | 12 | 12 | 8  | 11 | 11 | 11 | 10  | 11  | 12  | 12 | 11 | 9  | 11 | 11 | 12 | 10 | 9  | 10 | 10 | 10 | 10 | 10 | 11 | 10 | 11 | 11 | 9  | 12 | 11 | 11 | 10 | 9  |
| Jeonbuk Hyundai | 5  | 7  | 11 | 11 | 12 | 12 | 10 | 8   | 6   | 8   | 10 | 12 | 11 | 10 | 10 | 10 | 11 | 12 | 12 | 12 | 12 | 11 | 11 | 10 | 11 | 12 | 12 | 10 | 11 | 10 | 10 | 9  | 10 |
| Daejeon Hana    | 5  | 9  | 10 | 12 | 10 | 10 | 12 | 12  | 10  | 10  | 11 | 10 | 12 | 12 | 12 | 11 | 12 | 11 | 11 | 11 | 11 | 12 | 12 | 12 | 12 | 10 | 10 | 11 | 9  | 9  | 9  | 11 | 11 |
| Incheon         | 9  | 10 | 9  | 5  | 5  | 7  | 7  | 9   | 7   | 5   | 6  | 7  | 6  | 6  | 7  | 8  | 7  | 8  | 9  | 9  | 9  | 9  | 9  | 9  | 9  | 9  | 9  | 12 | 10 | 12 | 12 | 12 | 12 |

| Equipo          | 34 | 35 | 36 | 37 | 38 |
| --------------- | -- | -- | -- | -- | -- |
| Ulsan HD        | 1  | 1  | 1  | 1  | 1  |
| Gangwon         | 2  | 2  | 2  | 3  | 2  |
| Gimcheon        | 3  | 3  | 3  | 2  | 3  |
| Seoul           | 5  | 4  | 4  | 4  | 4  |
| Suwon           | 6  | 6  | 6  | 6  | 5  |
| Pohang Steelers | 4  | 5  | 5  | 5  | 6  |

| Equipo          | 34 | 35 | 36 | 37 | 38 |
| --------------- | -- | -- | -- | -- | -- |
| Jeju United     | 8  | 7  | 7  | 7  | 7  |
| Daejeon Hana    | 10 | 9  | 9  | 9  | 8  |
| Gwangju         | 7  | 8  | 8  | 8  | 9  |
| Jeonbuk Hyundai | 11 | 11 | 11 | 10 | 10 |
| Daegu           | 9  | 10 | 10 | 11 | 11 |
| Incheon         | 12 | 12 | 12 | 12 | 12 |

## Resultados
Los horarios corresponden al huso horario de Corea del Sur: UTC+9 en horario estándar.

### Fixture
| Ulsan HD               | 1 – 0 | Pohang Steelers      | Ulsan Munsu                  | 1 de marzo | 14:00 |
| Jeonbuk Hyundai Motors | 1 – 1 | Daejeon Hana Citizen | Mundialista de Jeonju        | 1 de marzo | 16:30 |
| Gwangju                | 2 – 0 | F. C. Seúl           | Estadio de Fútbol de Gwangju | 2 de marzo | 14:00 |
| Incheon United         | 0 – 1 | Suwon F. C.          | Estadio de Fútbol de Incheon | 2 de marzo | 16:30 |
| Gangwon                | 1 – 1 | Jeju United          | Chuncheon Songam             | 2 de marzo | 16:30 |
| Daegu                  | 0 – 1 | Gimcheon Sangmu      | DGB Daegu Bank Park          | 3 de marzo | 14:00 |

| Suwon F. C.     | 1 – 1 | Jeonbuk Hyundai Motors | Complejo Deportivo de Suwon  | 9 de marzo  | 14:00 |
| Pohang Steelers | 3 – 1 | Daegu                  | Pohang Steel Yard            | 9 de marzo  | 16:30 |
| Gimcheon Sangmu | 2 – 3 | Ulsan HD               | Estadio de Gimcheon          | 9 de marzo  | 16:30 |
| Jeju United     | 3 – 1 | Daejeon Hana Citizen   | Mundialista de Jeju          | 10 de marzo | 14:00 |
| F. C. Seúl      | 0 – 0 | Incheon United         | Mundialista de Seúl          | 10 de marzo | 16:00 |
| Gwangju         | 4 – 2 | Gangwon                | Estadio de Fútbol de Gwangju | 10 de marzo | 16:30 |

| Daejeon Hana Citizen | 1 – 1 | Gangwon                | Mundialista de Daejeon | 16 de marzo | 14:00 |
| Daegu                | 1 – 1 | Suwon F. C.            | DGB Daegu Bank Park    | 16 de marzo | 16:30 |
| F. C. Seúl           | 2 – 0 | Jeju United            | Mundialista de Seúl    | 16 de marzo | 16:30 |
| Pohang Steelers      | 1 – 0 | Gwangju                | Pohang Steel Yard      | 17 de marzo | 14:00 |
| Gimcheon Sangmu      | 1 – 0 | Jeonbuk Hyundai Motors | Estadio de Gimcheon    | 17 de marzo | 14:00 |
| Ulsan HD             | 3 – 3 | Incheon United         | Ulsan Munsu            | 17 de marzo | 16:30 |

| Jeonbuk Hyundai Motors | 2 – 2 | Ulsan HD             | Mundialista de Jeonju        | 30 de marzo | 14:00 |
| Incheon United         | 2 – 0 | Daejeon Hana Citizen | Estadio de Fútbol de Incheon | 30 de marzo | 14:00 |
| Jeju United            | 0 – 2 | Pohang Steelers      | Mundialista de Jeju          | 30 de marzo | 16:30 |
| Suwon F. C.            | 1 – 4 | Gimcheon Sangmu      | Complejo Deportivo de Suwon  | 30 de marzo | 16:30 |
| Gangwon                | 1 – 1 | F. C. Seúl           | Chuncheon Songam             | 31 de marzo | 14:00 |
| Gwangju                | 1 – 2 | Daegu                | Estadio de Fútbol de Gwangju | 31 de marzo | 16:30 |

| Pohang Steelers      | 1 – 1 | Suwon F. C.            | Pohang Steel Yard            | 2 de abril | 19:30 |
| Daejeon Hana Citizen | 2 – 0 | Ulsan HD               | Mundialista de Daejeon       | 2 de abril | 19:30 |
| Gwangju              | 2 – 3 | Incheon United         | Estadio de Fútbol de Gwangju | 3 de abril | 19:30 |
| F. C. Seúl           | 5 – 1 | Gimcheon Sangmu        | Mundialista de Seúl          | 3 de abril | 19:30 |
| Jeju United          | 2 – 0 | Jeonbuk Hyundai Motors | Mundialista de Jeju          | 3 de abril | 19:30 |
| Gangwon              | 3 – 0 | Daegu                  | Chuncheon Songam             | 3 de abril | 19:30 |

| Ulsan HD               | 3 – 0 | Suwon F. C.     | Ulsan Munsu                  | 6 de abril | 14:00 |
| Incheon United         | 0 – 1 | Jeju United     | Estadio de Fútbol de Incheon | 6 de abril | 16:30 |
| Gimcheon Sangmu        | 2 – 1 | Gwangju         | Estadio de Gimcheon          | 6 de abril | 16:30 |
| Jeonbuk Hyundai Motors | 2 – 3 | Gangwon         | Mundialista de Jeonju        | 7 de abril | 14:00 |
| Daegu                  | 0 – 0 | F. C. Seúl      | DGB Daegu Bank Park          | 7 de abril | 14:00 |
| Daejeon Hana Citizen   | 1 – 2 | Pohang Steelers | Mundialista de Daejeon       | 7 de abril | 16:30 |

| Jeonbuk Hyundai Motors | 2 – 1 | Gwangju              | Mundialista de Jeonju        | 13 de abril | 14:00 |
| F. C. Seúl             | 2 – 4 | Pohang Steelers      | Mundialista de Seúl          | 13 de abril | 14:00 |
| Ulsan HD               | 4 – 0 | Gangwon              | Ulsan Munsu                  | 13 de abril | 16:30 |
| Jeju United            | 0 – 2 | Gimcheon Sangmu      | Mundialista de Jeju          | 13 de abril | 16:30 |
| Suwon F. C.            | 1 – 0 | Daejeon Hana Citizen | Complejo Deportivo de Suwon  | 14 de abril | 14:00 |
| Incheon United         | 1 – 1 | Daegu                | Estadio de Fútbol de Incheon | 14 de abril | 16:30 |

| Suwon F. C.     | 2 – 1 | Jeju United            | Complejo Deportivo de Suwon  | 20 de abril | 14:00 |
| Pohang Steelers | 0 – 0 | Gimcheon Sangmu        | Pohang Steel Yard            | 20 de abril | 16:30 |
| F. C. Seúl      | 2 – 3 | Jeonbuk Hyundai Motors | Mundialista de Seúl          | 20 de abril | 16:30 |
| Gangwon         | 4 – 1 | Incheon United         | Chuncheon Songam             | 21 de abril | 14:00 |
| Daegu           | 0 – 0 | Daejeon Hana Citizen   | DGB Daegu Bank Park          | 21 de abril | 16:30 |
| Gwangju         | 2 – 1 | Ulsan HD               | Estadio de Fútbol de Gwangju | 15 de mayo  | 16:30 |

| Daejeon Hana Citizen   | 3 – 1 | F. C. Seúl     | Mundialista de Daejeon       | 27 de abril | 14:00 |
| Gwangju                | 1 – 2 | Suwon F. C.    | Estadio de Fútbol de Gwangju | 27 de abril | 16:30 |
| Gimcheon Sangmu        | 1 – 0 | Gangwon        | Estadio de Gimcheon          | 27 de abril | 16:30 |
| Pohang Steelers        | 0 – 0 | Incheon United | Pohang Steel Yard            | 28 de abril | 14:00 |
| Jeonbuk Hyundai Motors | 2 – 2 | Daegu          | Mundialista de Jeonju        | 28 de abril | 14:00 |
| Ulsan HD               | 3 – 1 | Jeju United    | Ulsan Munsu                  | 28 de abril | 16:30 |

| Daejeon Hana Citizen | 0 – 0 | Gimcheon Sangmu        | Mundialista de Daejeon       | 30 de abril | 19:30 |
| Suwon F. C.          | 0 – 2 | F. C. Seúl             | Complejo Deportivo de Suwon  | 30 de abril | 19:30 |
| Daegu                | 1 – 2 | Ulsan HD               | DGB Daegu Bank Park          | 1 de mayo   | 19:00 |
| Incheon United       | 3 – 0 | Jeonbuk Hyundai Motors | Estadio de Fútbol de Incheon | 1 de mayo   | 19:00 |
| Jeju United          | 1 – 3 | Gwangju                | Mundialista de Jeju          | 1 de mayo   | 19:00 |
| Gangwon              | 2 – 4 | Pohang Steelers        | Chuncheon Songam             | 1 de mayo   | 19:00 |

| F. C. Seúl      | 0 – 1 | Ulsan HD               | Mundialista de Seúl          | 4 de mayo | 14:00 |
| Pohang Steelers | 1 – 0 | Jeonbuk Hyundai Motors | Pohang Steel Yard            | 4 de mayo | 16:30 |
| Suwon F. C.     | 1 – 2 | Gangwon                | Complejo Deportivo de Suwon  | 5 de mayo | 14:00 |
| Gimcheon Sangmu | 2 – 2 | Incheon United         | Estadio de Gimcheon          | 5 de mayo | 16:30 |
| Jeju United     | 1 – 0 | Daegu                  | Mundialista de Jeju          | 6 de mayo | 14:00 |
| Gwangju         | 2 – 1 | Daejeon Hana Citizen   | Estadio de Fútbol de Gwangju | 6 de mayo | 16:30 |

| Incheon United         | 1 – 2 | F. C. Seúl           | Estadio de Fútbol de Incheon | 11 de mayo | 16:30 |
| Daegu                  | 3 – 2 | Gwangju              | DGB Daegu Bank Park          | 11 de mayo | 19:00 |
| Gangwon                | 3 – 3 | Daejeon Hana Citizen | Chuncheon Songam             | 11 de mayo | 19:00 |
| Jeonbuk Hyundai Motors | 2 – 3 | Suwon F. C.          | Mundialista de Jeonju        | 12 de mayo | 14:00 |
| Ulsan HD               | 2 – 2 | Gimcheon Sangmu      | Ulsan Munsu                  | 12 de mayo | 16:30 |
| Pohang Steelers        | 1 – 1 | Jeju United          | Pohang Steel Yard            | 12 de mayo | 16:30 |

| Daejeon Hana Citizen | 0 – 1 | Incheon United         | Mundialista de Daejeon       | 18 de mayo | 16:30 |
| Gimcheon Sangmu      | 1 – 0 | Jeju United            | Estadio de Gimcheon          | 18 de mayo | 19:00 |
| F. C. Seúl           | 1 – 2 | Daegu                  | Mundialista de Seúl          | 19 de mayo | 16:30 |
| Gwangju              | 0 – 3 | Jeonbuk Hyundai Motors | Estadio de Fútbol de Gwangju | 19 de mayo | 16:30 |
| Gangwon              | 1 – 0 | Ulsan HD               | Chuncheon Songam             | 19 de mayo | 16:30 |
| Suwon F. C.          | 1 – 0 | Pohang Steelers        | Complejo Deportivo de Suwon  | 19 de mayo | 19:00 |

| Jeonbuk Hyundai Motors | 0 – 0 | Gimcheon Sangmu      | Mundialista de Jeonju        | 25 de mayo | 14:00 |
| Ulsan HD               | 4 – 1 | Daejeon Hana Citizen | Ulsan Munsu                  | 25 de mayo | 16:30 |
| Pohang Steelers        | 2 – 2 | F. C. Seúl           | Pohang Steel Yard            | 25 de mayo | 19:00 |
| Incheon United         | 1 – 1 | Gwangju              | Estadio de Fútbol de Incheon | 25 de mayo | 19:00 |
| Daegu                  | 1 – 2 | Gangwon              | DGB Daegu Bank Park          | 26 de mayo | 16:30 |
| Jeju United            | 1 – 0 | Suwon F. C.          | Mundialista de Jeju          | 26 de mayo | 19:00 |

| Gwangju              | 0 – 1 | Pohang Steelers        | Estadio de Fútbol de Gwangju | 28 de mayo | 19:30 |
| Gimcheon Sangmu      | 0 – 0 | F. C. Seúl             | Estadio de Gimcheon          | 28 de mayo | 19:30 |
| Incheon United       | 1 – 1 | Ulsan HD               | Estadio de Fútbol de Incheon | 29 de mayo | 19:30 |
| Daejeon Hana Citizen | 0 – 1 | Jeju United            | Mundialista de Daejeon       | 29 de mayo | 19:30 |
| Suwon F. C.          | 2 – 0 | Daegu                  | Complejo Deportivo de Suwon  | 29 de mayo | 19:30 |
| Gangwon              | 2 – 1 | Jeonbuk Hyundai Motors | Chuncheon Songam             | 29 de mayo | 19:30 |

| Ulsan HD             | 1 – 0 | Jeonbuk Hyundai Motors | Ulsan Munsu                 | 1 de junio | 16:30 |
| Suwon F. C.          | 3 – 1 | Incheon United         | Complejo Deportivo de Suwon | 1 de junio | 19:00 |
| Gimcheon Sangmu      | 3 – 1 | Pohang Steelers        | Estadio de Gimcheon         | 1 de junio | 19:00 |
| Daejeon Hana Citizen | 1 – 0 | Daegu                  | Mundialista de Daejeon      | 2 de junio | 16:30 |
| Jeju United          | 1 – 2 | Gangwon                | Mundialista de Jeju         | 2 de junio | 16:30 |
| F. C. Seúl           | 1 – 2 | Gwangju                | Mundialista de Seúl         | 2 de junio | 19:00 |

| Pohang Steelers        | 1 – 1 | Daejeon Hana Citizen | Pohang Steel Yard            | 15 de junio | 18:00 |
| Gwangju                | 2 – 0 | Gimcheon Sangmu      | Estadio de Fútbol de Gwangju | 15 de junio | 19:00 |
| Gangwon                | 3 – 1 | Suwon F. C.          | Chuncheon Songam             | 15 de junio | 20:00 |
| Ulsan HD               | 2 – 2 | F. C. Seúl           | Ulsan Munsu                  | 16 de junio | 18:00 |
| Jeonbuk Hyundai Motors | 2 – 2 | Incheon United       | Mundialista de Jeonju        | 16 de junio | 18:00 |
| Daegu                  | 1 – 0 | Jeju United          | DGB Daegu Bank Park          | 16 de junio | 19:00 |

| Daegu                | 3 – 0 | Jeonbuk Hyundai Motors | DGB Daegu Bank Park          | 22 de junio | 18:00 |
| Daejeon Hana Citizen | 2 – 1 | Gwangju                | Mundialista de Daejeon       | 22 de junio | 19:00 |
| Gangwon              | 2 – 3 | Gimcheon Sangmu        | Estadio de Gangneung         | 22 de junio | 19:00 |
| F. C. Seúl           | 3 – 0 | Suwon F. C.            | Mundialista de Seúl          | 22 de junio | 20:00 |
| Incheon United       | 1 – 3 | Pohang Steelers        | Estadio de Fútbol de Incheon | 23 de junio | 18:00 |
| Jeju United          | 2 – 3 | Ulsan HD               | Mundialista de Jeju          | 23 de junio | 19:00 |

| Suwon F. C.            | 1 – 0 | Gwangju              | Complejo Deportivo de Suwon | 25 de junio | 19:30 |
| Gimcheon Sangmu        | 2 – 0 | Daejeon Hana Citizen | Estadio de Gimcheon         | 25 de junio | 19:30 |
| Ulsan HD               | 1 – 0 | Daegu                | Ulsan Munsu                 | 26 de junio | 19:30 |
| Jeonbuk Hyundai Motors | 1 – 1 | Pohang Steelers      | Mundialista de Jeonju       | 26 de junio | 19:30 |
| F. C. Seúl             | 2 – 0 | Gangwon              | Mundialista de Seúl         | 26 de junio | 19:30 |
| Jeju United            | 1 – 0 | Incheon United       | Mundialista de Jeju         | 26 de junio | 19:30 |

| Gimcheon Sangmu        | 2 – 0 | Daegu       | Estadio de Gimcheon          | 29 de junio | 18:00 |
| Jeonbuk Hyundai Motors | 1 – 5 | F. C. Seúl  | Mundialista de Jeonju        | 29 de junio | 19:00 |
| Daejeon Hana Citizen   | 0 – 2 | Suwon F. C. | Mundialista de Daejeon       | 29 de junio | 20:00 |
| Pohang Steelers        | 2 – 1 | Ulsan HD    | Pohang Steel Yard            | 30 de junio | 18:00 |
| Gwangju                | 2 – 1 | Jeju United | Estadio de Fútbol de Gwangju | 30 de junio | 19:00 |
| Incheon United         | 0 – 1 | Gangwon     | Estadio de Fútbol de Incheon | 30 de junio | 19:00 |

| Incheon United       | 1 – 1 | Gimcheon Sangmu        | Estadio de Fútbol de Incheon | 5 de julio | 19:30 |
| Suwon F. C.          | 1 – 1 | Ulsan HD               | Complejo Deportivo de Suwon  | 5 de julio | 19:30 |
| Jeju United          | 3 – 2 | F. C. Seúl             | Mundialista de Jeju          | 6 de julio | 19:00 |
| Daegu                | 3 – 3 | Pohang Steelers        | DGB Daegu Bank Park          | 6 de julio | 19:30 |
| Daejeon Hana Citizen | 2 – 2 | Jeonbuk Hyundai Motors | Mundialista de Daejeon       | 7 de julio | 19:00 |
| Gangwon              | 2 – 0 | Gwangju                | Estadio de Gangneung         | 7 de julio | 19:00 |

| Daegu                  | 0 – 0 | Incheon United       | DGB Daegu Bank Park   | 9 de julio  | 19:30 |
| Gimcheon Sangmu        | 2 – 3 | Suwon F. C.          | Estadio de Gimcheon   | 9 de julio  | 19:30 |
| Ulsan HD               | 0 – 1 | Gwangju              | Ulsan Munsu           | 10 de julio | 19:30 |
| Pohang Steelers        | 2 – 0 | Gangwon              | Pohang Steel Yard     | 10 de julio | 19:30 |
| Jeonbuk Hyundai Motors | 2 – 1 | Jeju United          | Mundialista de Jeonju | 10 de julio | 19:30 |
| F. C. Seúl             | 2 – 1 | Daejeon Hana Citizen | Mundialista de Seúl   | 10 de julio | 19:30 |

| Ulsan HD             | 1 – 0 | F. C. Seúl             | Ulsan Munsu                  | 13 de julio | 19:00 |
| Daejeon Hana Citizen | 1 – 1 | Gangwon                | Mundialista de Daejeon       | 13 de julio | 19:30 |
| Jeju United          | 2 – 1 | Pohang Steelers        | Mundialista de Jeju          | 13 de julio | 19:30 |
| Gwangju              | 0 – 2 | Incheon United         | Estadio de Fútbol de Gwangju | 14 de julio | 19:00 |
| Suwon F. C.          | 2 – 2 | Daegu                  | Complejo Deportivo de Suwon  | 14 de julio | 19:00 |
| Gimcheon Sangmu      | 4 – 0 | Jeonbuk Hyundai Motors | Estadio de Gimcheon          | 14 de julio | 19:30 |

| Jeonbuk Hyundai Motors | 2 – 0 | Ulsan HD        | Mundialista de Jeonju        | 20 de julio | 19:00 |
| Gangwon                | 4 – 0 | Jeju United     | Estadio de Gangneung         | 20 de julio | 19:30 |
| Incheon United         | 1 – 4 | Suwon F. C.     | Estadio de Fútbol de Incheon | 21 de julio | 19:00 |
| Daegu                  | 0 – 1 | Gwangju         | DGB Daegu Bank Park          | 21 de julio | 19:00 |
| F. C. Seúl             | 1 – 0 | Gimcheon Sangmu | Mundialista de Seúl          | 21 de julio | 19:00 |
| Daejeon Hana Citizen   | 1 – 2 | Pohang Steelers | Mundialista de Daejeon       | 21 de julio | 19:00 |

| Jeju United     | 1 – 0 | Ulsan HD               | Mundialista de Jeju          | 26 de julio | 19:30 |
| Gangwon         | 4 – 2 | Jeonbuk Hyundai Motors | Estadio de Gangneung         | 26 de julio | 19:30 |
| Gwangju         | 1 – 0 | Suwon F. C.            | Estadio de Fútbol de Gwangju | 27 de julio | 19:00 |
| Daegu           | 1 – 1 | Daejeon Hana Citizen   | DGB Daegu Bank Park          | 27 de julio | 19:30 |
| Incheon United  | 0 – 1 | F. C. Seúl             | Estadio de Fútbol de Incheon | 27 de julio | 19:30 |
| Pohang Steelers | 1 – 2 | Gimcheon Sangmu        | Pohang Steel Yard            | 28 de julio | 19:00 |

| Jeonbuk Hyundai Motors | 0 – 1 | Gwangju              | Mundialista de Jeonju       | 9 de agosto  | 19:30 |
| Gimcheon Sangmu        | 1 – 2 | Gangwon              | Estadio de Gimcheon         | 9 de agosto  | 19:30 |
| Ulsan HD               | 1 – 0 | Daegu                | Ulsan Munsu                 | 10 de agosto | 19:00 |
| Jeju United            | 0 – 1 | Incheon United       | Mundialista de Jeju         | 10 de agosto | 19:30 |
| Suwon F. C.            | 1 – 2 | Daejeon Hana Citizen | Complejo Deportivo de Suwon | 10 de agosto | 19:30 |
| Pohang Steelers        | 1 – 2 | F. C. Seúl           | Pohang Steel Yard           | 11 de agosto | 19:00 |

| Daegu                  | 3 – 0 | Gimcheon Sangmu | DGB Daegu Bank Park    | 16 de agosto | 19:30 |
| F. C. Seúl             | 1 – 0 | Jeju United     | Mundialista de Seúl    | 16 de agosto | 19:30 |
| Jeonbuk Hyundai Motors | 2 – 1 | Pohang Steelers | Mundialista de Jeonju  | 17 de agosto | 19:00 |
| Daejeon Hana Citizen   | 2 – 1 | Incheon United  | Mundialista de Daejeon | 17 de agosto | 19:30 |
| Ulsan HD               | 1 – 2 | Suwon F. C.     | Ulsan Munsu            | 18 de agosto | 19:00 |
| Gangwon                | 3 – 2 | Gwangju         | Estadio de Gangneung   | 18 de agosto | 19:00 |

| Pohang Steelers | 1 – 2 | Daegu                  | Pohang Steel Yard            | 24 de agosto | 19:00 |
| Incheon United  | 0 – 1 | Jeonbuk Hyundai Motors | Estadio de Fútbol de Incheon | 24 de agosto | 19:30 |
| F. C. Seúl      | 2 – 0 | Gangwon                | Mundialista de Seúl          | 24 de agosto | 19:30 |
| Gwangju         | 0 – 1 | Ulsan HD               | Estadio de Fútbol de Gwangju | 25 de agosto | 19:00 |
| Suwon F. C.     | 5 – 0 | Jeju United            | Complejo Deportivo de Suwon  | 25 de agosto | 19:00 |
| Gimcheon Sangmu | 2 – 2 | Daejeon Hana Citizen   | Estadio de Gimcheon          | 25 de agosto | 19:00 |

| Ulsan HD               | 5 – 4 | Pohang Steelers | Ulsan Munsu            | 31 de agosto    | 19:00 |
| Daegu                  | 1 – 2 | Incheon United  | DGB Daegu Bank Park    | 31 de agosto    | 19:30 |
| Jeju United            | 1 – 0 | Gimcheon Sangmu | Mundialista de Jeju    | 1 de septiembre | 18:00 |
| Jeonbuk Hyundai Motors | 0 – 0 | F. C. Seúl      | Mundialista de Jeonju  | 1 de septiembre | 19:00 |
| Daejeon Hana Citizen   | 2 – 0 | Gwangju         | Mundialista de Daejeon | 1 de septiembre | 19:00 |
| Gangwon                | 2 – 2 | Suwon F. C.     | Estadio de Gangneung   | 1 de septiembre | 19:00 |

| Ulsan HD        | 2 – 0 | Gangwon                | Ulsan Munsu                  | 13 de septiembre | 19:30 |
| Gwangju         | 2 – 1 | Pohang Steelers        | Estadio de Fútbol de Gwangju | 13 de septiembre | 19:30 |
| F. C. Seúl      | 2 – 3 | Daejeon Hana Citizen   | Mundialista de Seúl          | 14 de septiembre | 16:30 |
| Jeju United     | 0 – 4 | Daegu                  | Mundialista de Jeju          | 14 de septiembre | 19:00 |
| Suwon F. C.     | 0 – 6 | Jeonbuk Hyundai Motors | Complejo Deportivo de Suwon  | 14 de septiembre | 19:00 |
| Gimcheon Sangmu | 2 – 0 | Incheon United         | Estadio de Gimcheon          | 15 de septiembre | 16:30 |

| Suwon F. C.          | 2 – 4 | Gimcheon Sangmu        | Complejo Deportivo de Suwon  | 21 de septiembre | 16:30 |
| Daegu                | 1 – 1 | F. C. Seúl             | DGB Daegu Bank Park          | 21 de septiembre | 19:00 |
| Pohang Steelers      | 2 – 1 | Gangwon                | Pohang Steel Yard            | 22 de septiembre | 16:30 |
| Gwangju              | 0 – 2 | Jeju United            | Estadio de Fútbol de Gwangju | 22 de septiembre | 16:30 |
| Incheon United       | 0 – 0 | Ulsan HD               | Estadio de Fútbol de Incheon | 22 de septiembre | 19:00 |
| Daejeon Hana Citizen | 0 – 0 | Jeonbuk Hyundai Motors | Mundialista de Daejeon       | 22 de septiembre | 19:00 |

| Pohang Steelers        | 1 – 0 | Incheon United | Pohang Steel Yard      | 27 de septiembre | 19:30 |
| Daejeon Hana Citizen   | 0 – 1 | Ulsan HD       | Mundialista de Daejeon | 27 de septiembre | 19:30 |
| Gangwon                | 1 – 1 | Daegu          | Estadio de Gangneung   | 28 de septiembre | 16:30 |
| Jeonbuk Hyundai Motors | 2 – 1 | Jeju United    | Mundialista de Jeonju  | 28 de septiembre | 19:00 |
| Gimcheon Sangmu        | 2 – 0 | Gwangju        | Estadio de Gimcheon    | 28 de septiembre | 19:00 |
| F. C. Seúl             | 1 – 0 | Suwon F. C.    | Mundialista de Seúl    | 29 de septiembre | 16:30 |

| Ulsan HD        | 2 – 1 | Gimcheon Sangmu        | Ulsan Munsu                  | 6 de octubre | 15:00 |
| Gwangju         | 3 – 1 | F. C. Seúl             | Estadio de Fútbol de Gwangju | 6 de octubre | 15:00 |
| Daegu           | 4 – 3 | Jeonbuk Hyundai Motors | DGB Daegu Bank Park          | 6 de octubre | 15:00 |
| Incheon United  | 1 – 3 | Gangwon                | Estadio de Fútbol de Incheon | 6 de octubre | 15:00 |
| Jeju United     | 2 – 1 | Daejeon Hana Citizen   | Mundialista de Jeju          | 6 de octubre | 15:00 |
| Pohang Steelers | 1 – 1 | Suwon F. C.            | Pohang Steel Yard            | 6 de octubre | 15:00 |

| Gwangju                | 1 – 1 | Daegu                | Estadio de Fútbol de Gwangju | 18 de octubre | 19:30 |
| Pohang Steelers        | 1 – 1 | Suwon F. C.          | Pohang Steel Yard            | 18 de octubre | 19:30 |
| Jeonbuk Hyundai Motors | 0 – 2 | Daejeon Hana Citizen | Mundialista de Jeonju        | 19 de octubre | 14:00 |
| Gimcheon Sangmu        | 0 – 0 | Ulsan HD             | Estadio de Gimcheon          | 19 de octubre | 16:30 |
| Incheon United         | 1 – 2 | Jeju United          | Estadio de Fútbol de Incheon | 19 de octubre | 16:30 |
| Gangwon                | 1 – 0 | F. C. Seúl           | Estadio de Gangneung         | 20 de octubre | 15:00 |

| Gangwon              | 1 – 0 | Gimcheon Sangmu        | Estadio de Gangneung         | 26 de octubre | 14:00 |
| Suwon F. C.          | 0 – 1 | F. C. Seúl             | Complejo Deportivo de Suwon  | 26 de octubre | 16:30 |
| Pohang Steelers      | 0 – 2 | Ulsan HD               | Pohang Steel Yard            | 27 de octubre | 14:00 |
| Daejeon Hana Citizen | 1 – 0 | Daegu                  | Mundialista de Daejeon       | 27 de octubre | 14:00 |
| Incheon United       | 1 – 0 | Gwangju                | Estadio de Fútbol de Incheon | 27 de octubre | 16:30 |
| Jeju United          | 1 – 0 | Jeonbuk Hyundai Motors | Mundialista de Jeju          | 27 de octubre | 16:30 |

| Ulsan HD (C)           | 2 – 1 | Gangwon              | Ulsan Munsu                  | 1 de noviembre | 19:30 |
| Jeonbuk Hyundai Motors | 0 – 0 | Incheon United       | Mundialista de Jeonju        | 2 de noviembre | 14:00 |
| Gwangju                | 0 – 0 | Daejeon Hana Citizen | Estadio de Fútbol de Gwangju | 2 de noviembre | 16:30 |
| Gimcheon Sangmu        | 1 – 0 | Suwon F. C.          | Estadio de Gimcheon          | 2 de noviembre | 16:30 |
| F. C. Seúl             | 1 – 1 | Pohang Steelers      | Mundialista de Seúl          | 2 de noviembre | 16:30 |
| Daegu                  | 2 – 2 | Jeju United          | DGB Daegu Bank Park          | 3 de noviembre | 14:00 |

| Suwon F. C.            | 4 – 0 | Gangwon              | Complejo Deportivo de Suwon  | 9 de noviembre  | 16:30 |
| Pohang Steelers        | 0 – 3 | Gimcheon Sangmu      | Pohang Steel Yard            | 10 de noviembre | 14:00 |
| F. C. Seúl             | 1 – 1 | Ulsan HD             | Mundialista de Seúl          | 10 de noviembre | 14:00 |
| Incheon United         | 1 – 2 | Daejeon Hana Citizen | Estadio de Fútbol de Incheon | 10 de noviembre | 16:30 |
| Jeju United            | 0 – 0 | Gwangju              | Mundialista de Jeju          | 10 de noviembre | 16:30 |
| Jeonbuk Hyundai Motors | 3 – 1 | Daegu                | Mundialista de Jeonju        | 10 de noviembre | 16:30 |

| Gangwon              | 1 – 0 | Pohang Steelers        | Estadio de Gangneung         | 23 de noviembre | 14:00 |
| Gimcheon Sangmu      | 1 – 3 | F. C. Seúl             | Estadio de Gimcheon          | 23 de noviembre | 14:00 |
| Ulsan HD             | 4 – 2 | Suwon F. C.            | Ulsan Munsu                  | 23 de noviembre | 14:00 |
| Daegu                | 1 – 3 | Incheon United         | DGB Daegu Bank Park          | 24 de noviembre | 14:00 |
| Daejeon Hana Citizen | 2 – 1 | Jeju United            | Mundialista de Daejeon       | 24 de noviembre | 14:00 |
| Gwangju              | 1 – 1 | Jeonbuk Hyundai Motors | Estadio de Fútbol de Gwangju | 24 de noviembre | 14:00 |

### Jornada 1–22
Los equipos jugaron entre sí dos veces, una vez en casa y otra fuera.
| Local \ Visitante      | DGU | DHC | GWN | GJU | ICU | JJU | JHM | PHS | SEL | GCS | SWN | USH |
| ---------------------- | --- | --- | --- | --- | --- | --- | --- | --- | --- | --- | --- | --- |
| Daegu F. C.            |     | 0–0 | 1–2 | 3–2 | 0–0 | 1–0 | 3–0 | 3–3 | 0–0 | 0–1 | 1–1 | 1–2 |
| Daejeon Hana Citizen   | 1–0 |     | 1–1 | 2–1 | 0–1 | 0–1 | 2–2 | 1–2 | 3–1 | 0–0 | 0–2 | 2–0 |
| Gangwon                | 3–0 | 3–3 |     | 2–0 | 4–1 | 1–1 | 2–1 | 2–4 | 1–1 | 2–3 | 3–1 | 1–0 |
| Gwangju                | 1–2 | 2–1 | 4–2 |     | 2–3 | 2–1 | 0–3 | 0–1 | 2–0 | 2–0 | 1–2 | 2–1 |
| Incheon United         | 1–1 | 2–0 | 0–1 | 1–1 |     | 0–1 | 3–0 | 1–3 | 1–2 | 1–1 | 0–1 | 1–1 |
| Jeju United            | 1–0 | 3–1 | 1–2 | 1–3 | 1–0 |     | 2–0 | 0–2 | 3–2 | 0–2 | 1–0 | 2–3 |
| Jeonbuk Hyundai Motors | 2–2 | 1–1 | 2–3 | 2–1 | 2–2 | 2–1 |     | 1–1 | 1–5 | 0–0 | 2–3 | 2–2 |
| Pohang Steelers        | 3–1 | 1–1 | 2–0 | 1–0 | 0–0 | 1–1 | 1–0 |     | 2–2 | 0–0 | 1–1 | 2–1 |
| F. C. Seúl             | 1–2 | 2–1 | 2–0 | 1–2 | 0–0 | 2–0 | 2–3 | 2–4 |     | 5–1 | 3–0 | 0–1 |
| Gimcheon Sangmu        | 2–0 | 2–0 | 1–0 | 2–1 | 2–2 | 1–0 | 1–0 | 3–1 | 0–0 |     | 2–3 | 2–3 |
| Suwon F. C.            | 2–0 | 1–0 | 1–2 | 1–0 | 3–1 | 2–1 | 1–1 | 1–0 | 0–2 | 1–4 |     | 1–1 |
| Ulsan HD               | 1–0 | 4–1 | 4–0 | 0–1 | 3–3 | 3–1 | 1–0 | 1–0 | 2–2 | 2–2 | 3–0 |     |

### Jornada 23–33
Los equipos jugaron entre sí una vez.
| Local \ Visitante      | DGU | DHC | GWN | GJU | ICU | JJU | JHM | PHS | SEL | GCS | SWN | USH |
| ---------------------- | --- | --- | --- | --- | --- | --- | --- | --- | --- | --- | --- | --- |
| Daegu F. C.            |     | 1–1 |     | 0–1 | 1–2 |     | 4–3 |     | 1–1 | 3–0 |     |     |
| Daejeon Hana Citizen   |     |     | 1–1 | 2–0 | 2–1 |     | 0–0 | 1–2 |     |     |     | 0–1 |
| Gangwon                | 1–1 |     |     | 3–2 |     | 4–0 | 4–2 |     |     |     | 2–2 |     |
| Gwangju                |     |     |     |     | 0–2 | 0–2 |     | 2–1 | 3–1 |     | 1–0 | 0–1 |
| Incheon United         |     |     | 1–3 |     |     |     | 0–1 |     | 0–1 |     | 1–4 | 0–0 |
| Jeju United            | 0–4 | 2–1 |     |     | 0–1 |     |     | 2–1 |     | 1–0 |     | 1–0 |
| Jeonbuk Hyundai Motors |     |     |     | 0–1 |     | 2–1 |     | 2–1 | 0–0 |     |     | 2–0 |
| Pohang Steelers        | 1–2 |     | 2–1 |     | 1–0 |     |     |     | 1–2 | 1–2 | 1–1 |     |
| F. C. Seúl             |     | 2–3 | 2–0 |     |     | 1–0 |     |     |     | 1–0 | 1–0 |     |
| Gimcheon Sangmu        |     | 2–2 | 1–2 | 2–0 | 2–0 |     | 4–0 |     |     |     |     |     |
| Suwon F. C.            | 2–2 | 1–2 |     |     |     | 5–0 | 0–6 |     |     | 2–4 |     |     |
| Ulsan HD               | 1–0 |     | 2–0 |     |     |     |     | 5–4 | 1–0 | 2–1 | 1–2 |     |

### Jornada 34–38
Los equipos jugaron entre sí una vez.
| Local \ Visitante | GWN | GCS | PHS | SEL | SWN | USH |
| ----------------- | --- | --- | --- | --- | --- | --- |
| Gangwon           |     | 1–0 | 1–0 | 1–0 |     |     |
| Gimcheon Sangmu   |     |     |     | 1–3 | 1–0 | 0–0 |
| Pohang Steelers   |     | 0–3 |     |     | 1–1 | 0–2 |
| F. C. Seúl        |     |     | 1–1 |     |     | 1–1 |
| Suwon F. C.       | 4–0 |     |     | 0–1 |     |     |
| Ulsan HD          | 2–1 |     |     |     | 4–2 |     |

| Local \ Visitante      | DGU | DHC | GJU | ICU | JJU | JHM |
| ---------------------- | --- | --- | --- | --- | --- | --- |
| Daegu F. C.            |     |     |     | 1–3 | 2–2 |     |
| Daejeon Hana Citizen   | 1–0 |     |     |     | 2–1 |     |
| Gwangju                | 1–1 | 0–0 |     |     |     | 1–1 |
| Incheon United         |     | 1–2 | 1–0 |     | 1–2 |     |
| Jeju United            |     |     | 0–0 |     |     | 1–0 |
| Jeonbuk Hyundai Motors | 3–1 | 0–2 |     | 0–0 |     |     |

## Eliminatorias de descenso
Los equipos que finalizaron en el puesto 10 y 11 de la K League 1 se enfrentaron a los equipos que terminaron en el puesto 2 y el vencedor de la eliminatoria por promoción de la K League 2. La conformación de las llaves se realizó mediante sorteo en una fecha sobre el final de temporada. Los ganadores jugaron la próxima temporada en la K League 1 2025.
| Equipo 1      | Agr.        | Equipo 2               | Ida | Vuelta |
| ------------- | ----------- | ---------------------- | --- | ------ |
| Seoul E-Land  | 2–4         | Jeonbuk Hyundai Motors | 1–2 | 1–2    |
| Chungnam Asan | 5–6 (t. s.) | Daegu F. C.            | 4–3 | 1–3    |

| Ida; 28 de noviembre | Chungnam Asan                                                     | 4 – 3   | Daegu F. C.                               | Estadio de Cheonan, Cheonan                             |                                                         |
| 19:00 (UTC+09:00)    | - Park Dae-hoon 11', 44' - Juninho Rocha 14' - Denisson Silva 69' | Reporte | - Go Jae-hyeon 45+1' - Cesinha 87', 90+4' | Asistencia: 4200 espectadores Árbitro(s): Kim Woo-seong | Asistencia: 4200 espectadores Árbitro(s): Kim Woo-seong |

| Vuelta; 1 de diciembre | Daegu F. C.                                     | 3 – 1 (t. s.)(Global 6 – 5) | Chungnam Asan              | DGB Daegu Bank Park, Daegu                               |                                                          |
| 14:00 (UTC+09:00)      | - Cesinha 45+5' - Edgar 83' - Lee Chan-dong 93' | Reporte                     | Juninho Rocha 90+8' (pen.) | Asistencia: 11 973 espectadores Árbitro(s): Ko Hyung-jin | Asistencia: 11 973 espectadores Árbitro(s): Ko Hyung-jin |

| Ida; 1 de diciembre | Seoul E-Land | 1 – 2   | Jeonbuk Hyundai Motors               | Estadio de Mokdong, Seúl                                  |                                                           |
| 16:00 (UTC+09:00)   | Osmar 49'    | Reporte | - Tiago Orobo 38' - Jeon Jin-woo 83' | Asistencia: 13 205 espectadores Árbitro(s): Shin Yong-jun | Asistencia: 13 205 espectadores Árbitro(s): Shin Yong-jun |

| Vuelta; 8 de diciembre | Jeonbuk Hyundai Motors                  | 2 – 1 (Global 4 – 2) | Seoul E-Land      | Estadio Mundialista, Jeonju                                |                                                            |
| 14:25 (UTC+09:00)      | - Tiago Orobo 50' - Moon Seon-min 90+8' | Reporte              | Bruno Silva 45+1' | Asistencia: 23 772 espectadores Árbitro(s): Kim Jong-hyeok | Asistencia: 23 772 espectadores Árbitro(s): Kim Jong-hyeok |

## Datos y estadísticas

### Máximos goleadores
| Pos. | Jugador              | Equipo                 | Goles | Part. | Prom. |
| ---- | -------------------- | ---------------------- | ----- | ----- | ----- |
| 1    | Stefan Mugoša        | Incheon United         | 15    | 38    | 0.8   |
| 2    | Stanislav Iljutcenko | FC Seoul               | 14    | 36    | 0.82  |
| 3    | Yago Cariello        | Ulsan HD               | 13    | 30    | 0.72  |
| 4    | Lee Sang-heon        | Gangwon FC             | 13    | 37    | 0.63  |
| 5    | Lee Dong-gyeong      | Gimcheon Sangmu        | 12    | 26    | 0.59  |
| 6    | Lee Seung-woo        | Jeonbuk Hyundai Motors | 12    | 30    | 0.6   |
| 7    | Yang Min-hyeok       | Gangwon FC             | 12    | 38    | 0.64  |
| 8    | Cesinha              | Daegu FC               | 11    | 30    | 0.64  |
| 9    | Jeong Seung-won      | Suwon FC               | 11    | 38    | 0.61  |
| 10   | Joo Min-kyu          | Ulsan HD               | 10    | 33    | 0.58  |